# Oliver Seibert
Oliver Levi Seibert (* 18. März 1881 in Berlin, Ontario; † 15. Mai 1944 in Kitchener, Ontario) war ein kanadischer Eishockeyspieler. Er gilt als einer der ersten Eishockeyspieler in der Geschichte, die im Jahre 1904 Profistatus erlangten.
Im Jahre 1961 wurde er in der Kategorie „Spieler“ in die Hockey Hall of Fame aufgenommen. Zwei Jahre später folgte ihm sein Sohn Earl, ebenfalls ein späterer professioneller Eishockeyspieler, in die Hall of Fame, wobei die beiden das erste Vater-Sohn-Gespann waren, das in die Eishockey-Ruhmeshalle aufgenommen wurde.

## Privates
Oliver Seibert wurde am 18. März 1881 als zweites von 14 Kindern (anderen Quellen zufolge auch 18 Kindern) von Franklin und Sarah Seibert (geborene Bedford) in der damaligen Kleinstadt Berlin, rund 100 Kilometer westlich von Toronto, in der kanadischen Provinz Ontario geboren. Am 6. November 1901 heiratete er die gebürtige Emma Fuhrman, mit der er in weiterer Folge sechs Kinder (May, Ray, Vera, Earl, Ruth und Doris) hatte. Durch seinen Großvater väterlicherseits, Jacob (oder eher Jakob) E. Seibert, der aus Bayern stammte, ist Oliver Seibert deutscher Abstammung. Seine Großmutter väterlicherseits stammt wiederum aus der Schweiz. Seine Mutter Sarah wurde in England als Tochter englischer Eltern geboren, die später nach Kanada auswanderten, weshalb er auch englische Vorfahren hat. Die Eltern seiner späteren Ehefrau Emma wurden beide in Deutschland geboren. Aus der kanadischen Volkszählung von 1911 geht hervor, dass Oliver Seibert den Beruf des Maschinenschlossers ausübte.

## Sportlerkarriere
Da er in einer Großfamilie aufwuchs, konnte diese ihr eigenes Team stellen, was zumeist aus Oliver, Edward, Nelson, Clarence, Bert, Shannon und Frank Seibert bestand. In dieser Zeit spielte man in Mannschaften zu je sieben Spielern und nicht, wie heute üblich, mit fünf Feldspielern und einem Torwart. Oliver Seibert wurde bereits in dieser Zeit für sein Geschick und seine Schnelligkeit am Eis bewundert, wobei er dies von seinem Vater Frank „Butch“ Seibert hatte, über den es Berichte gibt, aus denen hervorgeht, dass er ein Pferd bei einem Rennen auf Eis am Grand River besiegte. Oliver Seibert galt zu Beginn seiner Karriere als vielseitig einsetzbar und startete seine Laufbahn vor allem als Torwart. Zum ersten Mal in einer Herrenmannschaft trat er im Jahre 1900 an, als er als Center für die Berlin Rangers in der Western Ontario Hockey Association (kurz WOHA) in Erscheinung trat. Nach zwei Jahren für die Berlin Rangers, in denen er mitunter äußerst torgefährlich agierte, wechselte er nach Guelph. Danach kam er für eine weitere Saison nach Berlin. Er gehörte der Western-Ontario-Senior-Meistermannschaft von 1900, 1901, 1902 und 1904 an. Mit den Berlin Rangers absolvierte er im Jahre 1904 ein Freundschaftsspiel in St. Louis im US-Bundesstaat Missouri, was weithin als eines der ersten Spiele auf Kunsteis gilt.
Nachdem die WOHA im Jahre 1904 von der Ontario Hockey Association aufgenommen worden war, wurde Oliver Seibert untauglich erklärt, am ersten Spiel am 30. Dezember 1904 teilzunehmen, was auch die Möglichkeit zunichtemachte, je für Ontario anzutreten. Nur einen Monat später schloss sich Seibert am 31. Januar 1905 dem professionellen Team Canadian Soo mit Spielbetrieb in der International Professional Hockey League (kurz IPHL) an und verdiente bei diesem 30 $ in der Woche. Für die Mannschaft absolvierte er jedoch lediglich ein einziges Ligaspiel, in dem er sich eine für ihn saisonbeendende Verletzung zuzog. Beim Spiel gegen die Calumet Miners zog er sich am 2. Februar 1905 eine Beinfraktur zu. Seine weitere Profikarriere als Eishockeyspieler setzte er in London und Guelph in der ebenfalls nur kurzlebigen Ontario Professional Hockey League fort. Mit den Guelph Royals absolvierte er dabei unter anderem die OPHL-Saison 1908/09. Ebenfalls auf Profiniveau kam Oliver Seibert in der Northwestern Michigan League zum Einsatz. Seibert gilt als einer der ersten Spieler, die den Handgelenksschuss (wrist shot) praktizierten, was mitunter zu seiner Torgefährlichkeit beitrug.
Nachdem er sich bereits längere Zeit aus dem aktiven Profisport zurückgezogen hatte, verstarb Oliver Seibert am 15. Mai 1944 an einem Schlaganfall, den er in seinem Haus in der 79 Elgin Street im heutigen Kitchener (bis 1916: Berlin) erlitten hatte. Im Jahre 1961 wurde Seibert in die Hockey Hall of Fame aufgenommen; des Weiteren war er auch in der Waterloo Region Hall of Fame vertreten. Sein Sohn Earl wurde nur zwei Jahre später ebenfalls als Spieler in die Hockey Hall of Fame aufgenommen und war ebenfalls Mitglied der Waterloo Region Hall of Fame. Damit waren die beiden das erste Vater-Sohn-Gespann, das die in Eishockey-Ruhmeshalle aufgenommen wurde.